# Gale (cratère)
Pour les articles homonymes, voir Gale.

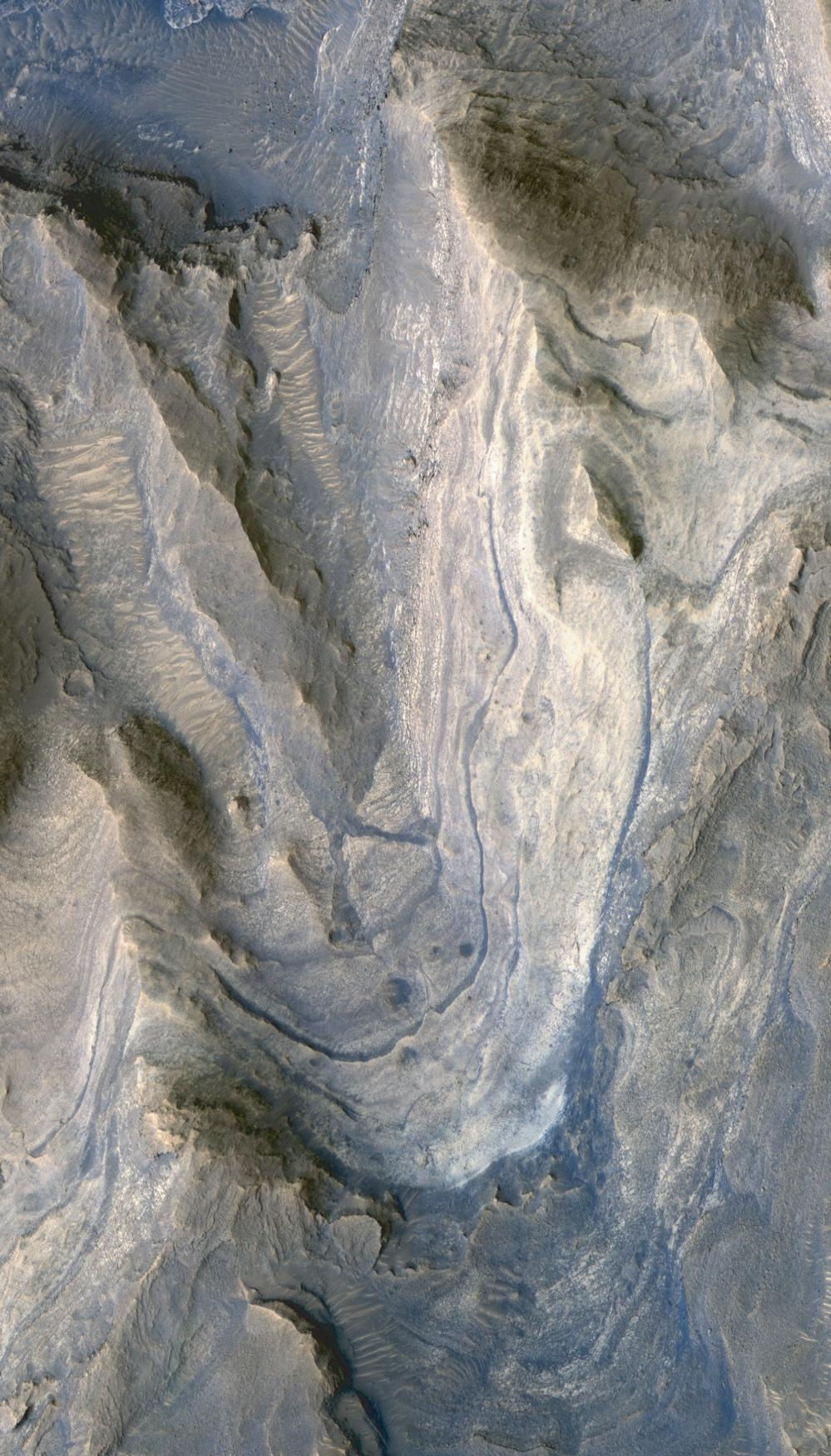
Couches sédimentaires vues à l'aide de l'instrument HiRISE de Mars Reconnaissance Orbiter dans le monticule central du cratère Gale par 4,9° S et 137,2° E le 23 mars 2009.

Gale est un cratère d'impact d'environ 155 km de diamètre situé sur la planète Mars dans le quadrangle d'Aeolis, à la limite géologique matérialisant la dichotomie crustale martienne, par 5,4° S et 137,7° E, dans la région d'Aeolis Mensae. Il est particulièrement reconnaissable à son imposant monticule central, dénommé une première fois Mont Sharp, puis officiellement rebaptisé Aeolis Mons, haut de plus de 5 000 m au-dessus de la plaine du fond du cratère, dénommée Aeolis Palus, et culminant à environ 700 m au-dessus du niveau de référence martien, c'est-à-dire plus haut que la plupart des autres reliefs des environs, et plus de 2 000 m au-dessus de l'altitude moyenne des rebords du cratère. Ce cratère, retenu par la NASA en juillet 2011, est choisi comme site d'atterrissage pour le rover Curiosity de la mission Mars Science Laboratory, lancée le 26 novembre 2011 ; Curiosity se pose sur Mars le 6 août 2012 comme prévu.

## Géographie et géologie
Le cratère Gale se trouve au sud d'Elysium Planitia, au nord-ouest de Terra Cimmeria et en bordure d'Aeolis Mensae. Située à la limite entre les hautes terres de l'hémisphère sud et les basses plaines de l'hémisphère nord, cette zone est par ailleurs entourée de volcans assez lointains, Elysium Mons au nord, Tyrrhena Patera au sud-ouest et Apollinaris Mons à l'est. Elle est également située à l'extrémité occidentale de la formation de Medusae Fossae, une vaste structure assez énigmatique constituée de monticules lobés à la surface ondulée qui rappelle par certains aspects la formation centrale du cratère Gale.
La datation du cratère Gale donne des âges de l'ordre de 3,8 à 3,5 milliards d'années, ce qui place sa formation à la fin du Noachien, avec une histoire géologique subséquente particulièrement complexe. Le monticule central présente une structure stratifiée qui se serait formée sur au moins 2 milliards d'années à la suite de processus impliquant l'action durable de grandes quantités d'eau liquide. La structure actuelle ne serait d'ailleurs que le résidu d'une couche sédimentaire s'étendant sur toute la surface du cratère — voire au-delà — et qui aurait subi l'érosion éolienne soutenue observée par ailleurs dans toute la région. Le vent ne serait cependant pas seul en cause, et d'autres processus complémentaires doivent également être envisagés.
Les matériaux constituant ce monticule sont sans doute assez fragiles, car il est traversé de multiples entailles par lesquelles il s'effrite, mais sans jamais laisser apparaître de blocs de grande taille.
Gale avait été retenu en 2003 par la NASA pour y déposer le rover Spirit, avant d'être écarté au profit du cratère Gusev en raison de sa topographie rendant trop incertain l'atterrissage dans cette zone avec la technologie de l'époque.

### Composantes notables
Plusieurs composantes notables se trouvent dans le cratère Gale, :
- Aeolis Mons, le pic central ;
- les dunes de Bagnold, champ dunaire sombre situé sur le flanc nord-ouest d'Aeolis Mons, nommé d'après Ralph Alger Bagnold :
  - en particulier, la dune de Namib, une dune de 4 mètres de haut.

## Exploration du site

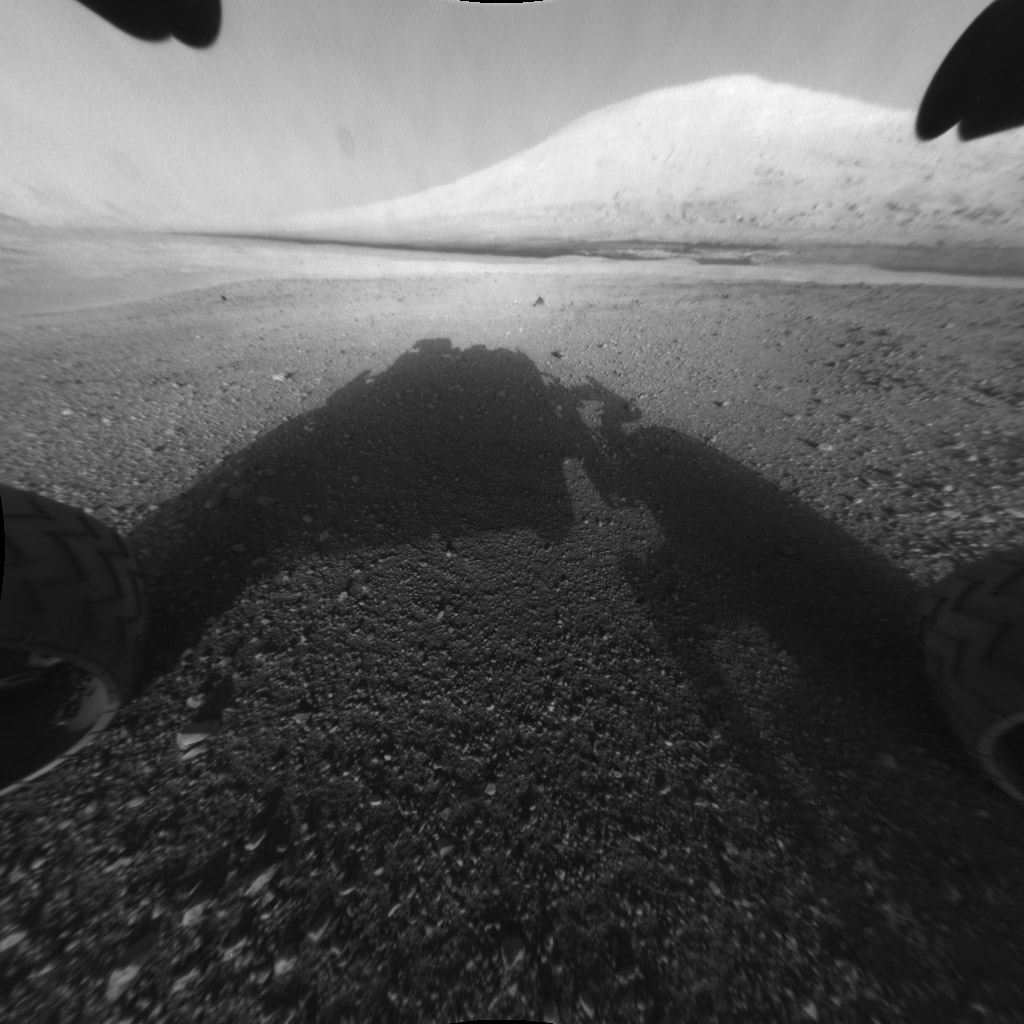
Image prise par le rover Curiosity dans le cratère Gale.

### Mission Mars Science Laboratory (NASA)
En raison de son histoire lacustre particulière, la basse plaine d'Aeolis Palus dans le cratère Gale est le site d'atterrissage retenu pour le rover Curiosity de la mission Mars Science Laboratory, qui s'y est posé le 6 août 2012. Cette mission a pour objectif de déterminer l'habitabilité passée et présente de Mars, et donc d'identifier d'éventuelles traces de vie passée ; pour cette raison, son site d'exploration doit a priori avoir été le plus propice à la vie et à la préservation de ses traces éventuelles.
L'ellipse d'atterrissage envisagée pour MSL se situe cette fois au nord-ouest du mont central, le mont Sharp, contrairement à celle qui avait été envisagée[précision nécessaire] pour le rover Spirit.
En 2014, le rover Curiosity explore le cratère. Par la suite, la NASA annonce qu'un grand lac aurait rempli le cratère Gale, alimenté par des rivières pendant des millions d'années,.
Les prélèvements de roches effectués par Curiosity, qui sont analysés sur place, révèlent des traces de molécules organiques complexes qui font envisager en 2025 une origine biologique sans qu'une origine chimique ne soit pour autant écartée.

### Laboratoire ExoMars (ESA)
Le cratère Gale figure également parmi les sites potentiels actuellement retenus par l'Agence spatiale européenne dans le cadre de la composante de la mission ExoMars, qui concerne l'exploration au sol.